# 가락국수
가락국수는 밀가루에 식염수를 붓고 반죽한 것을 굵게 뽑아 만든 국수이다. 일본 음식인 우동이 한국화된 것이다. 국립국어원의 언어 순화제안에도 불구하고 우동으로 불리는 경우가 많다.

## 같이 보기
- 대전역 가락국수
- 우동